# Souleymane Mamam
Souleymane Mamam (né le 20 juin 1985 à Lomé) est un joueur de football togolais. Sa place de prédilection est le milieu de terrain, et plus particulièrement le milieu offensif. 

## Sa carrière
- 2001 (mai) : il participe aux éliminatoires de la Coupe du monde de football avec le Togo devenant ainsi le plus jeune joueur de l'histoire à participer à des éliminatoires de Coupe du monde, à 16ans et 310 jours.
- 2003-2007 : Manchester United
- depuis 2005 : prêté au Royal Antwerp FC, club de division 2 belge (les deux clubs ont un partenariat visant à donner du temps de jeu à de jeunes joueurs de Manchester en échange d'une location gratuite).
- En 2007, le club anglais ne renouvelle pas son contrat et le vend définitivement  au Royal Antwerp FC.

## Clubs
- 1998-1999 : New Star du Zongo ( Togo)
- 1999-2001 : La Modèle do Lomé ( Togo)
- 2001-2003 : La Semeuse Lomé ( Togo)
- 2003-2007 : Manchester United ( Angleterre)
- 2003-2007 : Royal Antwerp FC ( Belgique) (prêt)
- 2007-? : Royal Antwerp FC ( Belgique)

## Permis de travail
La loi sur le travail étant très stricte en Grande-Bretagne, de nombreux jeunes venant d'un pays hors Union européenne se voient régulièrement obligés d'attendre plusieurs mois voire plusieurs années pour obtenir leur permis de travail. Manchester a donc trouvé une parade à ce problème : prêter ses joueurs à un club de division 2 belge en attendant que le permis soit délivré (la loi belge sur le travail étant moins sévère). Le cas de Mamam n'est donc pas unique : Dong Fangzhuo, jeune joueur chinois de Manchester, est notamment dans un cas similaire.

## Date de naissance
La date de naissance exacte de Souleymane Mamam est controversée : en effet, plusieurs sources font mention de 1985 comme année de naissance. Cela pourrait être anecdotique s'il ne détenait pas le record du plus jeune joueur de l'histoire à avoir participé à des éliminatoires de Coupe du monde.